# Liste der Monuments historiques in Saint-Léger (Seine-et-Marne)
Die Liste der Monuments historiques in Saint-Léger (Seine-et-Marne) führt die Monuments historiques in der französischen Gemeinde Saint-Léger auf.

## Liste der Objekte
| Bezeichnung | Beschreibung          | Standort                      | Kennzeichnung | Schutzstatus | Datum | Bild           |
| ----------- | --------------------- | ----------------------------- | ------------- | ------------ | ----- | -------------- |
| Kanzel      | Holz, 19. Jahrhundert | in der Kirche St-Léger (Lage) | PM77003864    | Inscrit      | 1980  | weitere Bilder |